# Amsterdam Commodities
ACOMO N.V. (voormalig Amsterdam Commodities N.V.) is een Nederlands handelshuis met hoofdzetel in Rotterdam.

## Activiteiten
Acomo is de holding onderneming van een internationale groep bedrijven. Deze groepsondernemingen zijn actief in de wereldwijde inkoop, handel, verwerking, verpakking en distributie van conventionele en biologische voedingsingrediënten. Het assortiment omvat ruim 600 plantaardige, natuurlijke en gezonde producten, waaronder specerijen, kokosproducten, noten, gedroogde vruchten, eetbare zaden, thee, (biologische) cacao, (biologische) koffie, eetbare oliën en food solutions. Acomo levert deze aan de voedingsmiddelen- en drankenindustrie in meer dan 100 landen over de hele wereld.
De onderneming is lokaal genoteerd aan de Amsterdamse effectenbeurs. Vanaf 21 maart 2011 maken de aandelen onderdeel uit van de Amsterdam Small Cap Index (AScX) aandelenindex.

## Geschiedenis
Het handelshuis ontstond in 1982 na een omgekeerde overname (reverse takeover) van rubberhandelaar Amsterdam Rubber door de Rotterdamse handelsonderneming Catz International. In 2006 nam Acomo het handelshuis TEFCO over en drie jaar later het Belgische Snick. In 2010 acquireerde Acomo de thee- en zadenactiviteiten van Deli Maatschappij en drie maanden later notenhandelaar King Nuts in Bodegraven.
In november 2020 werd de overname bekendgemaakt van branchegenoot Tradin Organic. Tradin handelt net als Acomo in voedingsingrediënten, maar dan uitsluitend van gewassen die op biologische wijze geteeld zijn. Het Canadese moederbedrijf SunOpta doet dit onderdeel van de hand voor € 330 miljoen. Om deze overname te betalen is Acomo een lening aangegaan van € 150 miljoen en zal er geen dividend worden uitgekeerd over 2020 en 2021. Verder heeft Acomo op 1 december 2020 nieuwe aandelen uitgegeven ter waarde van € 96 miljoen waarmee het aantal uitstaande aandelen met 20% is toegenomen. Tradin verwacht in 2020 een omzet te genereren van meer dan € 450 miljoen, waarvan 55% in Noord-Amerika en voor zo'n 40% in Europa, het Midden-Oosten en Afrika. De overname van Tradin werd op 30 december 2020 afgerond.